# 大豹溪
大豹溪位於新北市三峽區境內，是台灣危險河川之一。大豹溪屬淡水河水系，是大漢溪支流三峽河的上游，流域分佈於三峽區南部，其源流為熊空溪。上游有滿月圓森林遊樂區、樂樂谷、蟾蜍山谷、鴛鴦谷等景點，是台灣河川與旅遊景點。大豹溪發源於江南腳山東南方約1.5公里之三峽區、烏來區邊境山區，先向西轉西南流至樂樂谷，匯集另一支流蚋仔溪後，始稱為大豹溪。大豹溪自此往西北流經有木、插角，至湊合與西南方流來之五寮溪會合後，改稱為三峽河。

## 歷史
日治初期以前，該溪一帶為泰雅族大嵙崁群所建立的部落聯盟式國家大豹（Topa）的故土，故名「大豹溪」。1900年至1906年的大豹社事件後，遺族被日本人逼迫集體遷居到桃園市復興區詩朗、志繼一帶，始由漢人遷入取代之。

## 大豹溪水系主要河川
- 大豹溪：新北市三峽區
  - 東眼溪
  - 蚋仔溪
    - 中坑溪

  - 熊空溪

## 關聯項目
- 大豹社事件